# Атлетас (Каунас)
Каунаський футбольний клуб «Атлетас» (лит. Kauno futbolo rankinio klubas Atletas) — колишній литовський футбольний клуб з Каунаса, що існував у 1948—2011 роках.

## Історія назв
- 1948  — «ККІ» Каунас;
- 1962 — «Атлетас» Каунас;
- 1990 — «Витіс» Каунас;
- 1994 — «Волмета-ККІ» Каунас;
- 1996 — «Атлетас» Каунас;
- 2003 — «ЛККА-Атлетас» Каунас;
- 2004 — «ЛККА»;
- 2005 — «ЛККА і Теледема» Каунас;
- 2010 — «Атлетас» Каунас.

## Досягнення
- А-ліга/Чемпіонат Литовської РСР
  - Чемпіон (2): 1962, 1970
  - Срібний призер (1): 1959
- Кубок Литви
  - Фіналіст (1): 1959.